# Pirimela
Pirimela is een monotypisch geslacht van krabben.

## Soortenlijst
- Pirimela denticulata (Montagu, 1808) - Gezaagde krab